# Huish Park
Huish Park – stadion piłkarski w Yeovil, Anglia, na którym swoje mecze rozgrywa zespół Yeovil Town. 
Pierwszy mecz na Huish Park odbył się 4 sierpnia 1990 roku. Rekord frekwencji zanotowano 25 kwietnia 2008 w meczu League One pomiędzy Yeovil Town a Leeds United; spotkanie obejrzało 9 527 widzów.
Podział stadionu ze względu na trybuny jest następujący:
- AgustaWestland Community Stand (trybuna główna)
- Screwfix Community Stand (trybuna wschodnia)
- Thatchers Gold Stand (miejsca stojące dla kibiców gospodarzy)
- Copse Road Terrace (miejsca stojące dla kibiców gości)

Na Huish Park odbyło się sześć spotkań młodzieżowej reprezentacji Anglii i reprezentacji "C":
- 16 listopada 1993: Anglia U18 – Francja U18 (3:3)
- 23 kwietnia 1996: Anglia U18 – Szkocja U18 (3:0)
- 24 kwietnia 2002: Anglia C – Holandia C
- 27 marca 2007: Anglia U18 – Holandia U18 (4:1)
- 15 października 2009: Anglia U16 – Walia U16 (1:0)
- 25 marca 2011: Anglia U16 – Walia U16 (1:0)

W przyszłości jedna z trybun (Copse Road) ma zostać zmodernizowana.